# Грб Источног Новог Сарајева
Грб Источног Новог Сарајева је званични грб српске општине Источно Ново Сарајево. Грб је усвојен 26. јула 2005. године.
Симбол општине је грб у облику средњовјековног штита са садржајним елементима, који одступају од хералдистичких правила и подсјећају на општинске амблеме из комунистичког периода.

## Опис грба
Грб Источног Новог Сарајева приказује у бијелом штиту латински крст са четири слова С изнад обриса планине (Требевић). У дну је српска тробојка и отворена бијела књига, за коју се каже да представља факултете у општини.
Застава општине такође садржи грб општине.